# Gaiwan

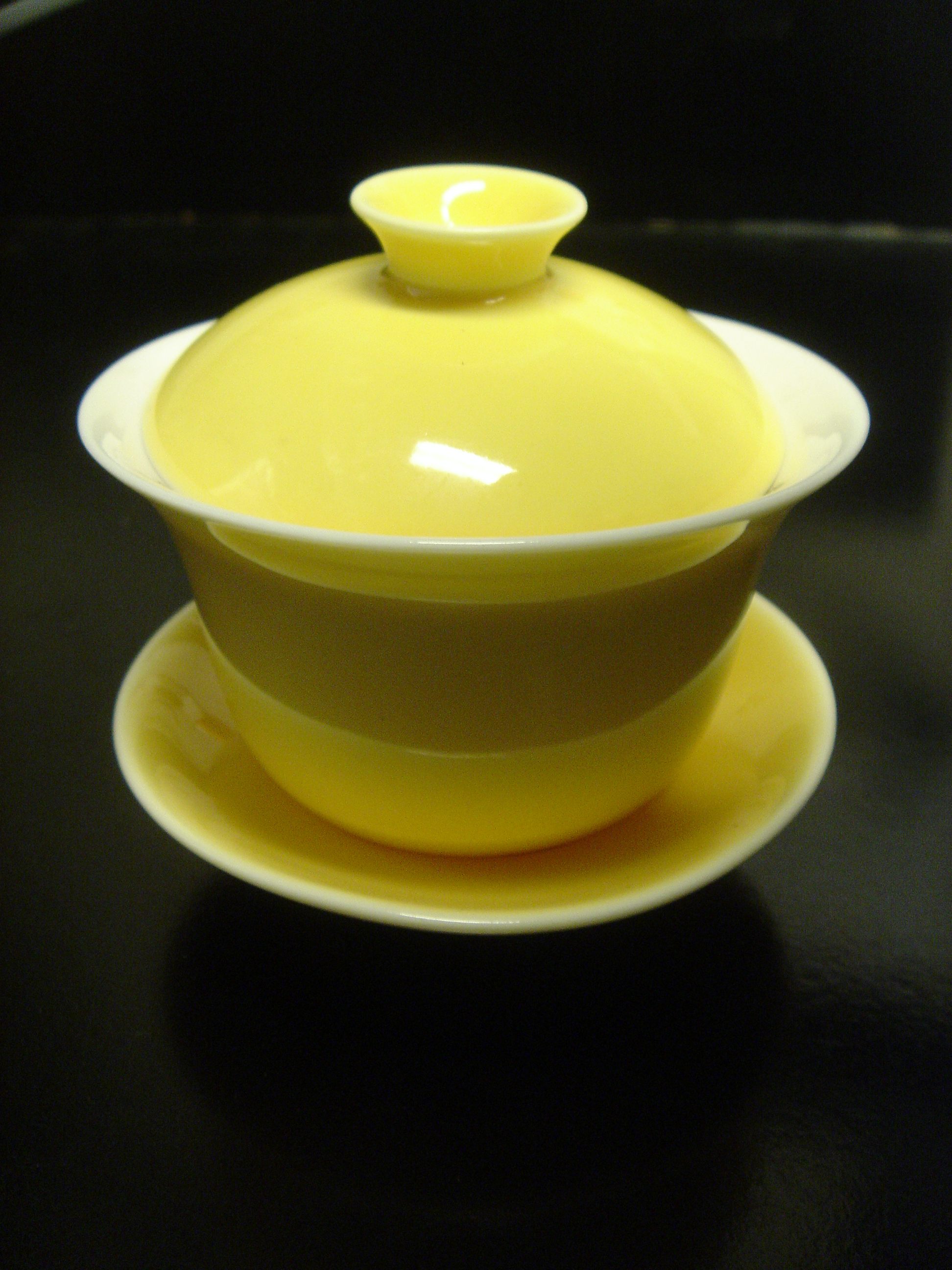
Żółty ceramiczny gaiwan

Gaiwan (chiń. upr. 盖碗; chiń. trad. 蓋碗; pinyin gàiwǎn, gai 蓋 – przykrywka, wan 碗 – miska, czarka) – zestaw do parzenia herbaty wywodzący się z Chin. W jego skład wchodzi czarka z wieczkiem oraz często spodek. Gaiwany mogą występować w różnych formach oraz mogą być wykonane z różnych materiałów (porcelana, kamionka, szkło itp.).

## Rodzaje
- dwuczęściowe – składające się z czarki i przykrywki. Ich pojemność zwykle nie przekracza około 150 ml,
- trzyczęściowe – które oprócz czarki i przykrywki, zaopatrzone są dodatkowo w spodek. Zazwyczaj są większe od dwuczęściowych. Czasami pojemnościowo przekraczają 200 ml.

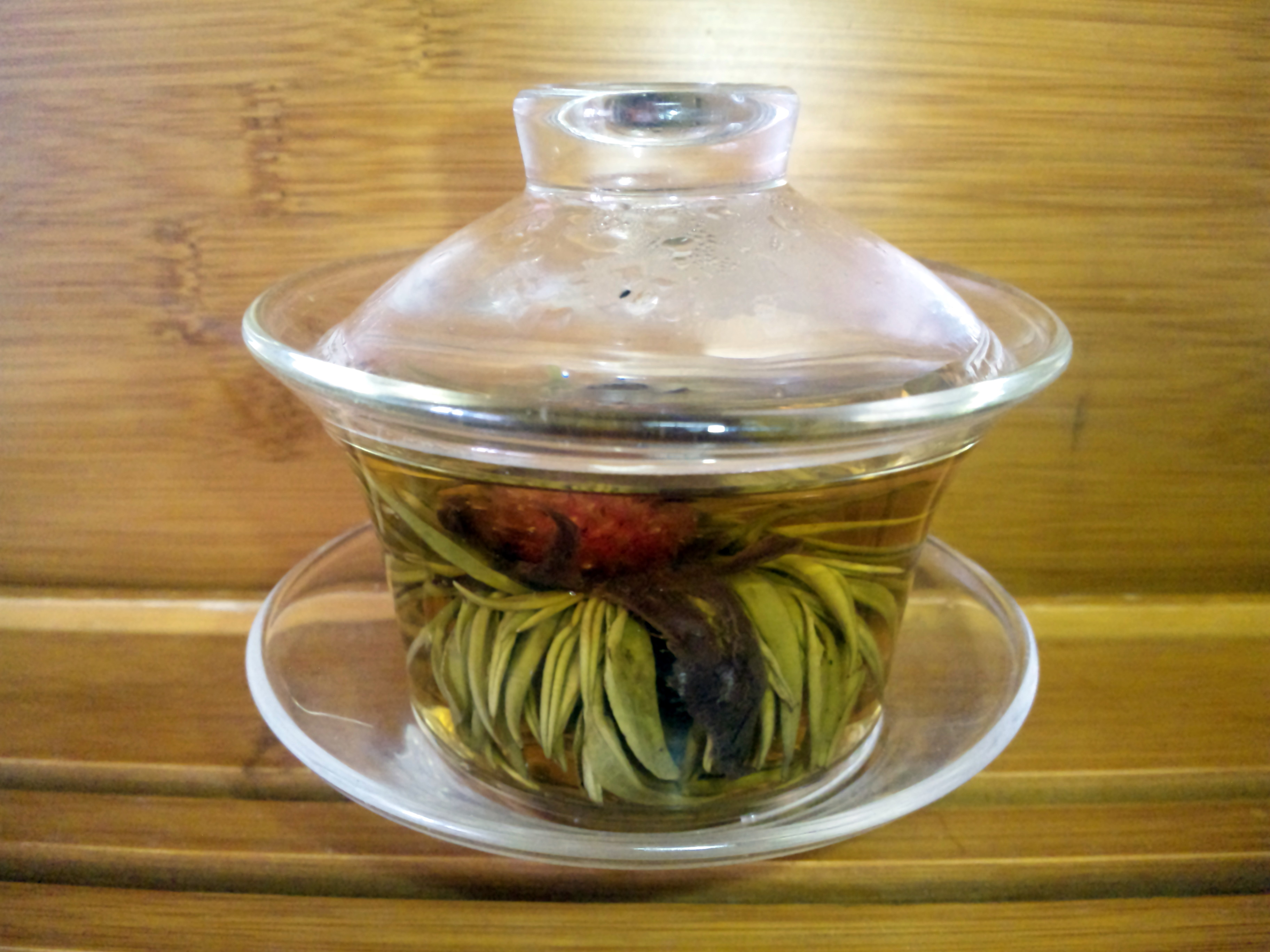
Szklany gaiwan z herbatą kwiatową

## Używanie
Do naczynia sypie się nieco więcej suszu niż w normalnych warunkach, ale przez to konieczne jest skrócenie czasu parzenia. Po zaparzeniu napar zlewa się, a w przypadku mniejszych gaiwanów często pija się prosto z naczynia. Naczynie tradycyjnie powinno być trzymane jedną ręką tak, aby kciuk przytrzymywał wieczko na środku a palce podtrzymywały czarkę/spodek (w zależności od rodzaju gaiwanu). Tak trzymane naczynie przechyla się, aby przelać napar do czarki lub filiżanki.